# توم دونيلي
توم دونيلي (بالإنجليزية: Tom Donnelly)‏ هو لاعب اتحاد الرغبي نيوزلندي، ولد في 1 أكتوبر 1981 في روتوروا في نيوزيلندا.

## وصلات خارجية
- توم دونيلي عل موقع إسبنسكروم (الإنجليزية)
- توم دونيلي على موقع ItsRugby.co.uk (الإنجليزية)